# Даманський (Кривий Ріг)
Дама́нський — житловий мікрорайон у Тернівському районі Кривого Рогу.
Розташований у північній частині міста. Землі належали радгоспу ім. Шевченка. Закладений у 1970-х рр. як житловий масив ПівнГЗК. До складу входять 10, 11, 12 мікрорайони, що складаються з багатоповерхових будинків та новозбудований ЖК «Даманський». Забудова в цілому закінчилася в 1996 р. Має потужну соціально-побутову структуру.
Народна назва походить від подій на о. Даманський на Уссурі наприкінці 1960-х.
В безпосередній близькості до мікрорайону розташовується Криворізький ботанічний сад
Головні вулиці: Генерала Доватора, Адмірала Головка, Маршака.